# Tanhaçu
Tanhaçu is een gemeente in de Braziliaanse deelstaat Bahia. De gemeente telt 20.134 inwoners (schatting 2009).